# Get Together
«Get Together» — песня с альбома американской певицы Мадонны Confessions on a Dance Floor, выпущенная третьим синглом с альбома. Решение о выходе сингла приняли потому, что «Get Together» стал третьей наиболее скачиваемой песней с альбома. Выход сингла был приурочен к началу турне «Confessions Tour». В турне песня исполнялась второй.

## Музыкальное видео
Существует две версии клипа, но обе версии были смонтированы с живого выступления в «Koko Club». В одной версии преобладают розовые цвета, в клипе показана эволюция: от динозавров до небоскребов. Во второй так же обилие спецэффектов, но определенного смысла в клипе нет. Вторая версия присутствует на сборнике видео Celebration, первая же до сих пор отсутствует на физических носителях.

## Список композиций
| - Европа и Австралия CD-сингл 1. «Get Together» (Radio Edit) — 3:54 2. «Get Together» (Jacques Lu Cont Mix) — 6:18 3. «Get Together» (Tiefschwarz Remix) — 7:34 - Британский 12" промовинил 1. «Get Together» (Tiefschwarz Remix) — 7:34 2. «Get Together» (James Holden Remix) — 8:00 - Британский 12" винил 1. «Get Together» (Radio Edit) — 3:54 2. «Get Together» (Jacques Lu Cont Mix) — 6:18 - Европа, Канада и США Макси-CD 1. «Get Together» (альбомная версия) — 5:15 2. «Get Together» (Jacques Lu Cont Mix) — 6:18 3. «Get Together» (The Danny Howells Funk Mix) — 9:13 4. «Get Together» (Tiefschwarz Remix) — 7:34 5. «Get Together» (James Holden Remix) — 8:00 6. «I Love New York» (Thin White Duke Mix) — 7:43 | - Британский промо CD-сингл 1. «Get Together» (Radio Edit) — 3:54 2. «Get Together» (Jaques Lu Cont Vocal Edit) — 4:22 3. «Get Together» (The Danny Howells Funk Mix) — 9:13 - Британский CD-сингл 1. «Get Together» (альбомная версия) — 5:15 2. «Get Together» (Jacques Lu Cont Mix) — 6:18 3. «Get Together» (The Danny Howells Funk Mix) — 9:13 4. «Get Together» (Tiefschwarz Remix) — 7:34 5. «Get Together» (James Holden Remix) — 8:00 - США 2 x 12" винил 1. «Get Together» (альбомная версия) — 5:15 2. «Get Together» (Jacques Lu Cont Mix) — 6:18 3. «Get Together» (Tiefschwarz Remix) — 7:34 4. «I Love New York» (Thin White Duke Mix) — 7:43 5. «Get Together» (James Holden Remix) — 8:00 6. «Get Together» (The Danny Howells Funk Mix) — 9:13 |

## Чарты
| Чарты (2006)                     | Чарты (2006)      |
| Чарт                             | Наивысшая позиция |
| -------------------------------- | ----------------- |
| Australian Singles Chart         | 13                |
| Austrian Singles Chart           | 35                |
| Belgium Singles Chart (Flanders) | 22                |
| Belgium Singles Chart (Wallonia) | 33                |
| Canadian Singles Chart           | 4                 |
| Czech Airplay Chart              | 13                |
| Danish Singles Chart             | 12                |
| Dutch Top 40                     | 13                |
| Eurochart Hot 100 Singles        | 18                |
| Finnish Singles Chart            | 6                 |
| French Singles Chart             | 26                |
| German Singles Chart             | 28                |
| Hungarian Singles Chart          | 1                 |
| Irish Singles Chart              | 17                |
| Italian Singles Chart            | 2                 |
| Spanish Singles Chart            | 1                 |
| Swedish Singles Chart            | 15                |
| Swiss Singles Chart              | 24                |
| UK Singles Chart                 | 7                 |
| Американский Hot Dance Club Play | 1                 |
| Американский Hot Dance Airplay   | 1                 |
| Американский Hot Singles Sales   | 2                 |
| Американский Pop 100             | 84                |